# Capparidastrum sola
Capparidastrum sola là một loài thực vật có hoa trong họ Capparaceae. Loài này được (J.F.Macbr.) Cornejo & Iltis mô tả khoa học đầu tiên năm 2006.